# Goniurosaurus bawanglingensis
Goniurosaurus bawanglingensis é uma espécie de geconídeo, endêmica da China.